# Jacek Marek Gallant
Jacek Marek Gallant (ur. 30 grudnia 1956 w Lublinie) – polski prawnik, dziennikarz, samorządowiec, radny II, III i IV kadencji Rady Miasta Lublin, wiceprezydent Lublina w latach 1994–1998.

## Życiorys
Ukończył w 1984 roku studia na Wydziale Prawa i Administracji Uniwersytetu Marii Curie-Skłodowskiej w Lublinie. Doskonalił kwalifikacje menadżerskie na studiach podyplomowych w Wyższej Szkole Humanistycznej w Pułtusku oraz na Uniwersytecie Jagiellońskim.
W 1978 roku – jako student – rozpoczął pracę w lubelskim studenckim dodatku „Konfrontacje” w „Kurierze Lubelskim”, a także współpracował ze studenckimi tygodnikami „Politechnik” i „itd”. Został redaktorem naczelnym „Biuletynu Informacyjnego ZW SZSP”, a następnie „Lubelskiego Klubu Dziennikarzy Studenckich” w Lublinie, który wychodził do początku stanu wojennego w 1981 roku jako „Wydanie Strajkowe”. W 1982 roku został redaktorem w „Kurierze Lubelskim” a od maja 1983 do czerwca 1989 roku był dziennikarzem „Sztandaru Ludu”. W latach 1989–1991 był korespondentem zagranicznym „Sztandaru Młodych” w Finlandii.  W latach 1991–1993 Jacek Gallant pełnił funkcję zastępcy redaktora naczelnego „Telewizji Niezależnej Lublin”. W latach1993-1994 był członkiem Rady Nadzorczej Radia Lublin S.A. W 1999 roku wicedyrektor Wydziału Kultury i Sztuki Lubelskiego Urzędu Marszałkowskiego. Od stycznia 2000 roku do kwietnia 2008 roku był dyrektorem Wojewódzkiego Urzędu Pracy w Lublinie.
Twórca (2004) stowarzyszenia Tolerancja i Porozumienie w Lublinie. Należy do Stowarzyszenia Dziennikarzy Rzeczypospolitej Polskiej.  Został uhonorowany tytułem „Młodego Dinozaura” za rok 2023 przez Lubelski Oddział Stowarzyszenia Dziennikarzy Rzeczypospolitej Polskiej.

## Odznaczenia
- 1998: Srebrny Krzyż Zasługi[18] – za wzorowe, wyjątkowo sumienne wykonywanie obowiązków wynikających z pracy zawodowej
- 2005: Złoty Krzyż Zasługi[19] – za wzorowe, wyjątkowo sumienne wykonywanie obowiązków wynikających z pracy zawodowej, za działalność społeczną

## Twórczość
- „Pisane w kotle 2013–2018”[20] – książka zawierająca teksty, reportaże, informacje, relacje z prawie sześcioletniego pobytu na Bałkanach, ilustrowana zdjęciami autora, ISBN 978-83-961291-0-9.
- „Gal(l)anteria”[21] – wybór opowiadań, poezji i limeryków z zasobów autora, ISBN 978-83-961291-1-6.
- „Nastroje” [22] - Antologia poetycka Grupy Twórczej Nastroje, współautor, ISBN 978-83-966541-0-6